# Torrente de Parma
El torrente de Parma, a veces río Parma, es un importante curso de agua del norte de Italia, de 92 km de longitud, afluente derecho del río Po. Recorre únicamente la provincia de Parma, en la Emilia-Romaña.

## Curso del torrente
El Parma nace en las laderas del monte Marmagna (1852 m), bajo el lago Santo. El río se une, hacia el norte, en los alrededores de Langhirano. Allí se ensancha significativamente, asemejándose a un gran río, antes de entrar en la llanura.
Entra en la ciudad de Parma por el sur, atravesándola de sur a norte y recibiendo por su derecha al torrente Baganza, su principal afluente.
Pasada la ciudad, continúa su curso, fuertemente represado en un curso sinuoso, en la llanura Padana y atraviesa el centro de Colorno antes de unirse a los alrededores de Mezzano Superiore, sector de Mezzani, donde desemboca en el río Po, a pocos kilómetros de Brescello.

## Régimen
El Parma es un río de caudal bajo (11 m3/s) pero de carácter torrencial, seco durante gran parte del año, pero extremadamente impetuoso en otoño o en caso de fuertes lluvias. Por ejemplo, el 22 de octubre de 2002 provocó a lo largo de su recorrido una gran crecida (más de 1000 m3/s ) que provocó importantes inundaciones cerca de la ciudad de Parma .

## Naturaleza
En su recorrido se encuentra el Oasis Lipu Torrile .

## Vínculos internos
- Lista de afluentes y subafluentes del Po
- Cuenca del Po y Po

- Datos: Q1092000
- Multimedia: Parma River / Q1092000